# Sō Yoshitoshi
Sō Yoshitoshi (宗 義智, 1568 – 31 de janeiro de 1615) foi um daimyō (senhor feudal) do clã Sō do domínio de Tsushima na Ilha de Tsushima no final do período Sengoku do Japão e no período Edo. Seu nome às vezes é lido como Yoshitomo. Sob a influência de Konishi Yukinaga, ele foi batizado e aceitou o nome de "Dario". Ele participou das invasões de Toyotomi Hideyoshi na Coreia na década de 1590 e liderou uma força no cerco de Busan.
O clã Sō não participou da Batalha de Sekigahara em 1600;  no entanto, o clã tozama Sō foi autorizado a continuar a governar Tsushima. 

## Biografia

Um mon do clã Sō, derivado de um pertencente ao clã Taira

Yoshitoshi foi o quinto filho de Sō Masamori; sua esposa, que adotou o nome de batismo Maria, era filha de Konishi Yukinaga. Yoshitoshi se tornou o chefe da família em 1580, depois que seu pai adotivo, Sō Yoshishige, foi derrotado e Tsushima conquistada, em um prelúdio para a Campanha de Kyūshū de Toyotomi Hideyoshi.
Em 1587, Toyotomi Hideyoshi confirmou a posse de Tsushima pelo clã Sō.  Yoshitoshi então entrou a serviço de Hideyoshi; uma das primeiras tarefas importantes que assumiu em nome de Hideyoshi foi organizar as negociações com a Coréia como representante de Hideyoshi. Hideyoshi, a fim de cumprir as ambições de seu falecido senhor Oda Nobunaga, cuja autoridade e domínios ele havia assumido e expandido após a morte de Nobunaga, tinha como objetivo final a conquista da China Ming. (Razões práticas, como a grande expansão da classe guerreira e o grande número de forças armadas que ela comandava imediatamente após a unificação do Japão por Hideyoshi, também desempenharam um papel maior no raciocínio de Hideyoshi; essas forças realmente representavam uma ameaça potencial à estabilidade interna do Japão e possivelmente aos planos de Hideyoshi para a sucessão dinástica. ) Hideyoshi esperava restabelecer relações diplomáticas com Coreia Joseon e esperava induzir a Coreia a se juntar a seus planos para uma campanha contra a China; portanto, Yoshitoshi foi encarregado em 1589 de entregar a Coreia Joseon a exigência de Hideyoshi de que a Coreia se juntasse/participasse da campanha planejada de Hideyoshi contra a China ou enfrentasse a guerra com o Japão.
A casa de Yoshitoshi, tendo privilégios comerciais especiais com a Coréia (Tsushima na época era o único posto de controle para todos os navios japoneses indo para a Coréia ), tinha interesse em prevenir o conflito entre a Coréia e o Japão, e Yoshitoshi atrasou as negociações (ele foi designado à segunda missão de Hideyoshi na Coréia, depois que a primeira em 1587 falhou ) por quase dois anos.  Depois que Hideyoshi renovou suas demandas e pressionou Yoshitoshi a entregar sua mensagem, Yoshitoshi, em vez de entregar as demandas de Hideyoshi, reduziu a visita ao tribunal coreano a uma campanha para melhorar as relações entre os dois países,  e conseguiu garantir um acordo coreano. missão diplomática ao Japão, que chegou em 1590. A mensagem que os enviados coreanos receberam de Hideyoshi, reformulada conforme solicitado, alegando que era muito descortês, convidava a Coréia a se submeter ao Japão e se juntar a uma guerra contra a China. 
Como Joseon era um estado tributário e aliado da China Ming, o rei Seonjo recusou a passagem segura das tropas japonesas pela Coréia para invadir a China; Hideyoshi então planejou uma invasão militar da Coréia como o primeiro passo para alcançar seu objetivo final de conquistar a China. Yoshitoshi desempenhou um papel crucial no início das invasões de Hideyoshi na Coréia; devido ao seu domínio da localização estratégica de Tsushima entre a Coréia e o Japão, bem como seu conhecimento e experiência com a Coréia, Yoshitoshi foi encarregado de liderar o primeiro grande ataque terrestre da guerra (o Cerco de Busan, 13 de abril de 1592), apoiado por seu sogro, o daimyo Konishi Yukinaga. Yoshitoshi continuou seu comando em vários combates depois. Por fim, as campanhas na Coréia terminaram em fracasso em 1598, mas Yoshitoshi conseguiu retornar aos seus domínios em Tsushima, onde mais tarde receberia a notícia da Batalha de Sekigahara em 1600.

## Depois de Sekigahara
Logo após a notícia da derrota do Clã Toyotomi na Batalha de Sekigahara ser recebida pelo Tribunal de Joseon, um processo de restabelecimento de relações diplomáticas foi iniciado por Tokugawa Ieyasu em 1600. Como gesto inicial e como garantia de progresso futuro, alguns prisioneiros de Joseon foram libertados na Ilha de Tsushima. Em resposta, um pequeno grupo de mensageiros sob a liderança de Yujeong foi enviado a Kyoto para investigar mais a fundo. Com a ajuda de Sō Yoshitomo, uma audiência com Ieyasu foi marcada no Castelo Fushimi em Quioto. 
Em 1603, Tokugawa Ieyasu estabeleceu um novo xogunato; e Sō Yoshitoshi recebeu oficialmente o Domínio Fuchū (100.000 koku) na província de Tsushima. 
Em 1604, Yujeong confirmou o interesse de Joseon em desenvolver novos contatos; e o xogum Tokugawa retribuiu libertando 1.390 prisioneiros de guerra. 
Os descendentes de Yoshitomo mantiveram este domínio até a abolição do sistema han.  O Sō permaneceria como intermediário do xogunato com o governo Joseon durante o período Edo (1603–1868); e o clã lucraria política e economicamente.
Como representantes e porta-vozes dos Tokugawa, os Sō ajudaram a garantir uma série contínua de grandes missões Joseon a Edo (missões Joseon ao xogunato Tokugawa). Isso beneficiou os japoneses como propaganda legitimadora do bakufu (xogunato Tokugawa) e como elemento-chave em uma manifestação emergente da visão ideal do Japão sobre a estrutura de uma ordem internacional, com Edo como seu centro. 
Em 1884, o chefe desta linhagem de clã foi enobrecido como "Conde". 